# Saphanidus fulvus
Saphanidus fulvus là một loài bọ cánh cứng trong họ Cerambycidae.